# Sybra semilunaris
Sybra semilunaris là một loài bọ cánh cứng trong họ Cerambycidae.